# München och Freisings ärkestift
München och Freisings ärkestift (latin: Archidioecesis Monacensis et Frisingensis, tyska: Erzbistum München und Freising) är ett av sju katolska ärkestift i Tyskland. Det tillhör München och Freisings kyrkoprovins. Ärkebiskop är Reinhard Marx.